# Gunnar Nilsson (bokser)
Nils Gunnar Lorentz Nilsson (ur. 3 marca 1923 w Grevie, zm. 12 maja 2005 w Göteborgu) – szwedzki bokser, srebrny medalista letnich igrzysk olimpijskich w 1948 w Londynie w kategorii ciężkiej. W finale przegrał z Rafaelem Iglesiasem.